# 506 v. Chr.
Portal Geschichte | Portal Biografien | Aktuelle Ereignisse | Jahreskalender | Tagesartikel

◄ |
7. Jahrhundert v. Chr. |
6. Jahrhundert v. Chr. |
5. Jahrhundert v. Chr. |
►

◄ | 520er v. Chr. | 510er v. Chr. | 500er v. Chr. | 490er v. Chr. |
480er v. Chr. |
►

◄◄ | ◄ | 509 v. Chr. | 508 v. Chr. | 507 v. Chr. | 506 v. Chr. |
505 v. Chr. |
504 v. Chr. |
503 v. Chr. |
► |
►►

## Ereignisse

### Politik und Weltgeschehen

#### Griechenland
- Ein Heer der Spartaner und ihrer peloponnesischen Verbündeten zieht unter Führung der beiden Könige Kleomenes I. und Damaratos gegen Athen mit der Absicht, es zu besetzen und Isagoras als attischen Tyrann einzusetzen. Nachdem Eleusis eingenommen worden ist, hinterfragen die Korinther den Sinn dieses Feldzugs und verweigern die weitere Teilnahme. Es kommt zu Auseinandersetzungen zwischen den beiden spartanischen Königen, das Bundesheer löst sich schließlich auf, der Feldzug wird abgebrochen.
- Zeitgleich wird Athen von Heeren des Böotischen Bundes und der Chalkider angegriffen und kann diese besiegen. Mit den Böotern wird der Status quo ante wiederhergestellt, Chalkis gerät in Abhängigkeit von den Athenern, die dort eine Kleruchie gründen.

#### Italienische Halbinsel
- Spurius Larcius und Titus Herminius sind der Überlieferung nach Konsuln der Römischen Republik.

### Kultur
- Auf der Akropolis in Athen wird zur Erinnerung an den Sieg gegen die Böoter und die Chalkider eine Quadriga aufgestellt.

## Geboren
- Kōshō, 5. Tennō von Japan, historische Existenz zweifelhaft (gest. 393 v. Chr.)